# Młodzież Patriotyczna
Młodzież Patriotyczna (fr. Jeunesses Patriotes) – francuskie ugrupowanie skrajnie prawicowe istniejące w latach 20. i 30. XX wieku
Zostało założone w 1924 r. przez przemysłowca Pierre’a Taittingera pod wpływem działalności włoskich faszystów Benito Mussoliniego i Ligi Patriotów (Ligue des Patriotes) gen. Castelnau. Skupiało młodzież, głównie studencką. Liczyło w 1932 r. ok. 90 tys. członków, w tym ok. 6 tys. w Paryżu. Miało bojówki paramilitarne zwane Groupes Mobiles, na czele których stał emerytowany generał Desofy. Ich członkowie nosili niebieskie bluzy i berety. Wzięli oni udział w wielkich demonstracjach prawicowych 4 lutego 1934 r. w Paryżu. W 1936 r. władze zdelegalizowały Jeunesses Patriotes, podobnie jak inne skrajnie prawicowe ugrupowania. Większość członków wstąpiła do faszystowskiej Francuskiej Partii Ludowej.